# SV 1905 Saarbrücken
SV 1905 Saarbrücken was een Duitse voetbalclub uit Saarbrücken, Saarland.

## Geschiedenis
De club werd op 1 april 1905 opgericht als 1. FC Germania 1905 en fuseerde in 1919 met Sportvereinigung 1906 tot SV 1905 Saarbrücken. Beide clubs kwamen voor de oorlog niet hoger dan de B-klasse Saar, de derde klasse. 
In 1921 promoveerde de club naar de hoogste klasse van de Rijnhessen-Saarcompetitie. De club werd vijfde, maar omdat de competitie uit vier reeksen bestond en gehalveerd werd volstond dit niet om het behoud te verzekeren. In 1928 promoveerde de club weer naar de hoogste klasse, van de inmiddels heringevoerde Saarcompetitie, maar degradeerde ook nu na één seizoen. In 1931 promoveerde de club opnieuw en werd nu achtste op tien clubs. Het volgende seizoen werd de club echter laatste. 
Op 6 oktober 1933 fuseerde de club met SC Saar 05 Saarbrücken en werd zo SV Saar 05 Saarbrücken. 